# Barbacoll de Sclater
El barbacoll de Sclater  (Nonnula sclateri) és una espècie d'ocell de la família dels bucònids (Bucconidae) que habita la selva humida i espessors de bambú del sud-est del Perú, nord de Bolívia i sud-oest del Brasil.